# Bloodfist V - Bersaglio umano
Bloodfist V: Bersaglio umano (Bloodfist V: Human Target) è un film statunitense del 1994 diretto da Jeff Yonis. È il quinto film della serie Bloodfist, seguito da Bloodfist VI: Livello zero del 1995.

## Trama
Jim Stanton lotta per riguadagnare la memoria, non sapendo di chi fidarsi, e nemmeno da che parte sta combattendo.